# Il principe ribelle
Il principe ribelle è un film italiano del 1947 diretto da Pino Mercanti.